# Indigofera truxillensis
Indigofera truxillensis là một loài thực vật có hoa trong họ Đậu. Loài này được Kunth miêu tả khoa học đầu tiên.